# Шохбоз Умаров
Шохбоз Умаров (нар. 9 березня 1999, Ташкент, Узбекистан) — узбецький футболіст, півзахисник та нападник білоруського клубу «Енергетик-БДУ».

## Клубна кар'єра
Народився в Ташкенті. Дорослу футбольну кар'єру розпочав 2018 року в складі АГМК, у складі якого дебютував 4 листопада 2018 року в програному (0:1) виїзному поєдинку 7-о туру Суперліги Узбекистану проти «Согдіани». Шохбоз вийшов на поле на 76-й хвилині, замінивши Зохіра Пірімова У сезоні 2018 року зіграв 1 матч за столичний клуб, наступного сезону провів 2 поєдинки в Суперлізі та 1 — у кубку Узбекистану.
На початку 2020 року переїхав до Білорусі, де уклав договір до завершення сезону зі столичним «Енергетиком-БДУ». Дебютував у футболці мінського клубу 19 березня 2020 року в переможному (3:1) домашньому поєдинку 1-о туру Вищої ліги проти борисовського БАТЕ. Умаров вийшов на футбольнк поле на 84-й хвилині, замінивши співвітчизника Джасурбека Яхшибоєва. Дебютним голом у Вищій лізі відзначився 31 травня 2020 року на 40-й хвилині нічийного (3:3) домашнього поєдинку 11-о туру проти «Вітебська». Шохбоз вийшов на поле в стартовому складі, а на 61-й хвилині його замінив Аїк Мусаханян. 

## Кар'єра в збірній
Зіграв 1 матч у футболці молодіжної збірної Узбекистану.

## Досягнення
- Кубок Узбекистану
  -  Володар (1): 2018
  -  Фіналіст (1): 2019

- Кубок Ліги Узбекистану
  -  Фіналіст (1): 2019

- Суперкубок Узбекистану
  -  Фіналіст (1): 2019

- Кубок Білорусі
  -  Володар (1): 2021

- Кубок Казахстану
  -  Володар (1): 2022

- Прем'єр-ліга Казахстану
  -  Чемпіон (1): 2023